# ブエノスアイレス国際博覧会
ブエノスアイレス国際博覧会（ブエノスアイレスこくさいはくらんかい）は、2023年にアルゼンチンの首都ブエノスアイレスで予定していた国際博覧会。博覧会国際事務局(BIE)の区分では認定博。

## 概要
博覧会のテーマは「人間開発のための科学、革新、芸術、創造性」「デジタルコンバージェンスにおけるクリエイティブな産業」。2023年1月15日から4月15日の期間で開催を予定しているが、2020年10月にアルゼンチン政府が「コロナ禍と経済危機のため、博覧会会場の建設工事を開始することができず、完成を確認するにはさらに時間が必要である」と博覧会国際事務局（BIE）に対して通知した旨の報道が現地メディアでなされた。2021年11月現在、BIEホームページには、この博覧会の開催情報は掲載されていない。2022年、新型コロナウイルス感染症拡大のため開催中止が決定になった。

## 立候補
ブエノスアイレスと開催地を争ったのは2都市であった。ポーランドのウッチは、2016年6月15日にテーマ「再発明した都市」と決定し、アメリカ合衆国ミネソタ州は「健康な人々、健康な惑星：すべての人のための健康と幸福」というテーマを掲げ立候補を表明した。2017年11月15日に開催された第162回博覧会国際事務局(BIE)総会において、170の加盟国の代表者が秘密投票により開催都市を決定した。最初の投票ではブエノスアイレスとウッチが共に46票を獲得し、ミネソタは25票にとどまった（1棄権）。ミネソタはここで脱落し、2回目の投票でブエノスアイレスが62票を獲得し、56票にとどまったウッチに競り勝った。

## 参照資料
1. 1 2  “Masterplan | Expo 2023 - Argentina - Buenos Aires”. 2017年11月16日時点のオリジナルよりアーカイブ。16 November  2017閲覧。 エラー: 閲覧日が正しく記入されていません。
2. ↑  “ExpoBids.com / Bids for Expo 2022 or Expo 2023”. 2017年11月16日閲覧。
3. ↑  “Expo Buenos Aires” (francés).   Bureau International des Expositions (BIE). 1 de diciembre de 2017閲覧。 エラー: 閲覧日が正しく記入されていません。
4. ↑  “La Argentina se bajó de la organización y no será sede de la Expo Mundial 2023, un megaevento de impacto global”. 2021年11月3日閲覧。
5. ↑  “Bureau International des Expositions”. 2021年11月3日閲覧。
6. ↑  “Votos” (francés).   Bureau International des Expositions (BIE) (15 de noviembre de 2017). 15 de noviembre de 2017時点のオリジナルよりアーカイブ。1 de diciembre de 2017閲覧。 エラー: 閲覧日が正しく記入されていません。